# ヨゼフ・レヴィーン
ヨーゼフ（またはジョゼフ、ジョセフ）・レヴィーン（またはレヴィン）（Josef Lhévinne, 1874年12月13日 - 1944年12月2日）は ユダヤ系ロシア人ピアニスト・ピアノ教授。ロシア語名ヨシフ・アルカジエヴィチ・レヴィン（Ио́сиф Арка́дьевич Ле́вин）。

## 経歴
ウクライナの音楽家の家庭に生まれ、モスクワ音楽院でワシーリー・サフォーノフに師事。14歳でベートーヴェンの《ピアノ協奏曲 第5番＜皇帝＞》を演奏して、公開デビューを果たす。その時の指揮者は、レヴィーンが崇拝してやまないアントン・ルビンシテインであった。1892年にモスクワ音楽院ピアノ科を、同級生にアレクサンドル・スクリャービンとセルゲイ・ラフマニノフがいる中、大金メダルを得て卒業。
1898年に同窓生ロジーナ・ベッシーと結婚。ロジーナ自身も卒業時に大金メダルを受賞したピアニストで、結婚後はヨゼフが他界するまで、夫妻でともに演奏会を行なった。反ユダヤ主義の風潮や、ロシア革命の最初の徴候に直面すると、レヴィン夫妻は1907年にベルリンに移り、同地でヨゼフ・レヴィーンは、当時の主要な名ピアニストの一人にして、主要なピアノ教師の一人と評価された。第一次世界大戦勃発により、レヴィン夫妻は敵性外国人としてベルリンで幽閉され、1917年のロシア革命では、ロシアの銀行に残してきた預貯金を失い、しかも戦争のために演奏会を開くこともできず、数年にわたって、一握りの生徒から得られる謝礼金で糊口をしのがねばならないほど困窮した。
レヴィーン夫妻は、ついに解放されると、1919年にニューヨーク・シティを目指してドイツを去り、ジュリアード音楽学校でピアノ教育のかたわら、演奏活動を追究した。ヨゼフ・レヴィーンは、同時代のすべての名ピアニストから、究極の技巧家と看做されたにもかかわらず、世間一般に対して成功したピアニストであったとはいえない。おそらくは演奏よりは教育を楽しむようになっていたからだろう。レヴィーンは1924年に、小著『ピアノ奏法の基礎原理（Basic Principles in Pianoforte Playing）』を執筆、これは古典的な教本と見なされている。演奏活動と指導の日々は、1944年、70歳の誕生日を目前に、ニューヨークで心臓発作から急死するまで続けられた。

## 音楽について
ヨゼフ・レヴィーンは、ごくわずかなアコースティック録音を残したにすぎないが、それらは、技術的な完璧さと音楽の優雅さの、まさに息を呑むような実例となっている。ショパンの《練習曲》作品25の数曲や、アドルフ・シュルツ＝エヴラー編曲によるヨハン・シュトラウス2世の《美しき青きドナウ》は、ピアニストや通の間で伝説的演奏として語り継がれてきた。辛口の音楽評論家ハロルド・C・ショーンバーグによると、レヴィーンの「音色は、いわば唱和する明けの明星である。演奏技巧は、ヨゼフ・ホフマンやラフマニノフの指に照らしてみても遜色なく、音楽性は繊細そのものであった。」

## 門下生
ロジーナ・レヴィーンは、ヨゼフの死後もジュリアード音楽学校で教鞭を執り、1976年に98歳で没するまで、アメリカ合衆国においてピアノ演奏とピアノ教育の第一線に立ち続けた。ロジーナの数多くの門弟のうち、とりわけ世界的に著名なのはヴァン・クライバーンとジョン・ブラウニング、ラルフ・ヴォタペック、ジェームズ・レヴァインである。ロジーナ・レヴィーンは、戦後にヴァンガード・レーベルにショパンの録音を残している。日本人では中村紘子がロジーナ門下の一人である。